# باصوق عادي
باصوق عادي أو بقة المروج ذات البصاق (الاسم العلمي: Philaenus spumarius)، هي نوع من الحشرات المنتمية إلى جنس الباصوق وفصيلة سارقات الحببيات. وهي حشرة شائعة وواسعة الانتشار. موطنها الأصلي المنطقة القطبية الشمالية القديمة. وهي موجودة في معظم أوروبا وشمال إفريقيا وجزء من روسيا وأفغانستان واليابان. وأُدخل إلى أمريكا الشمالية وكندا.

## معرض صور

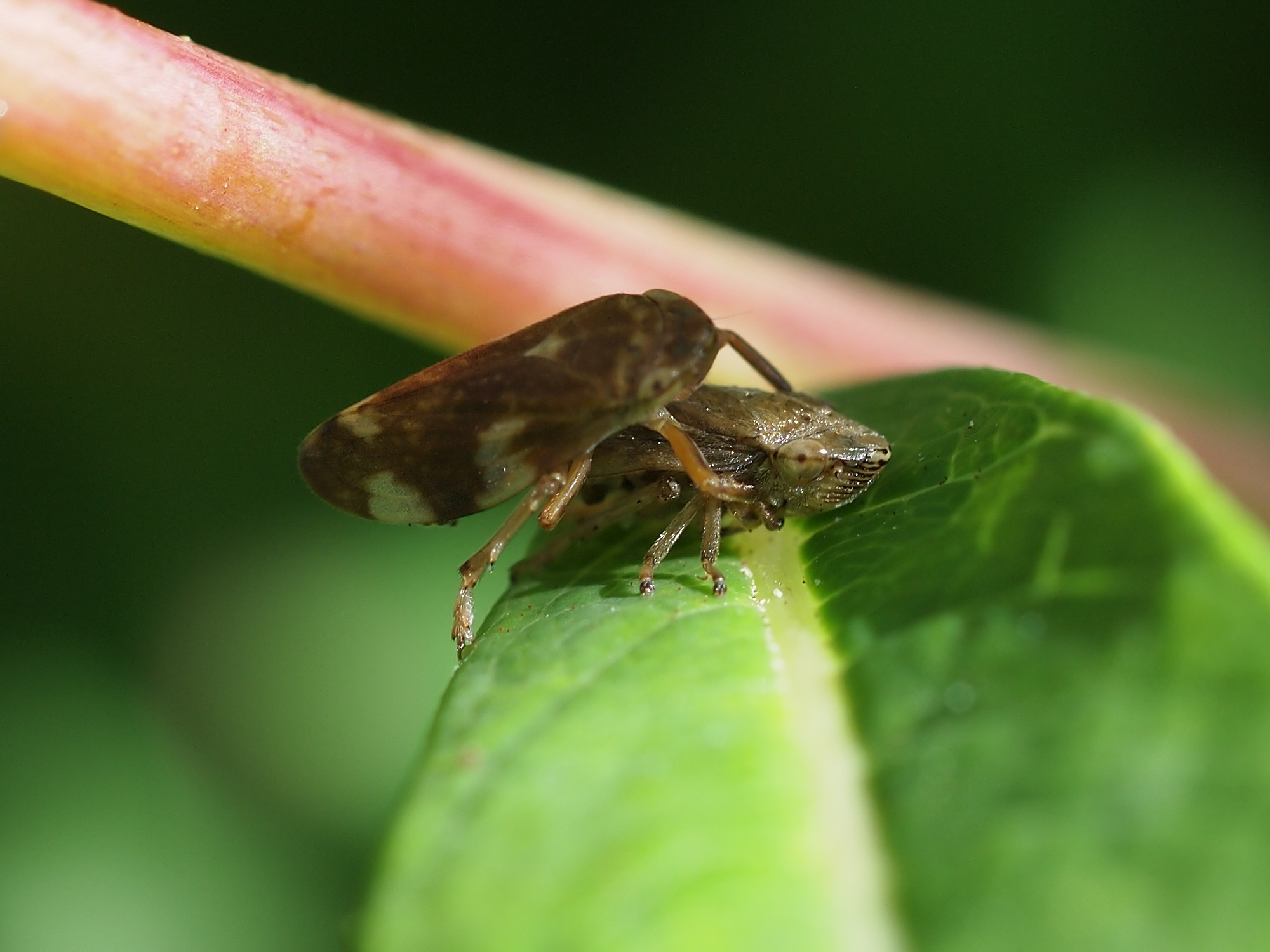
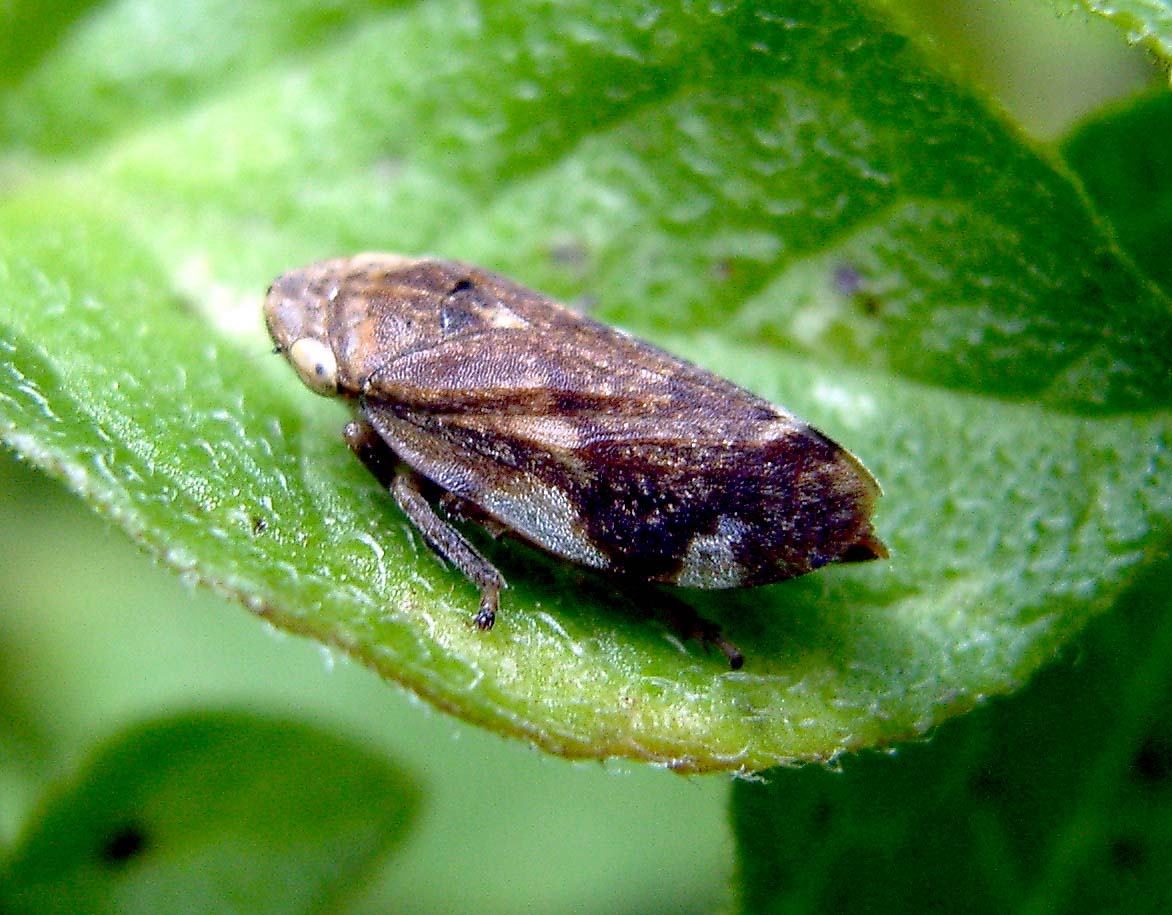
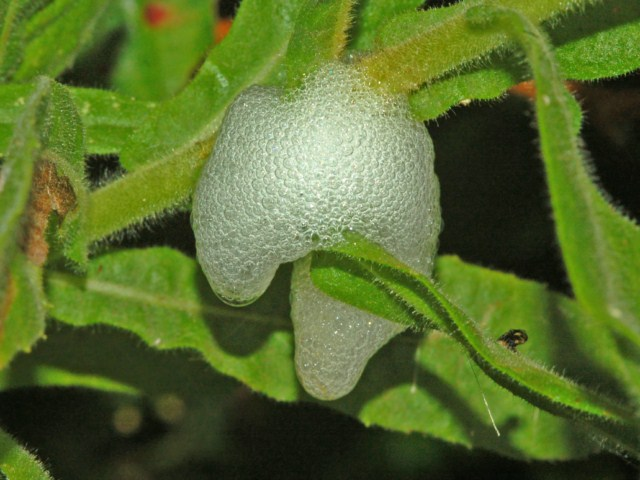
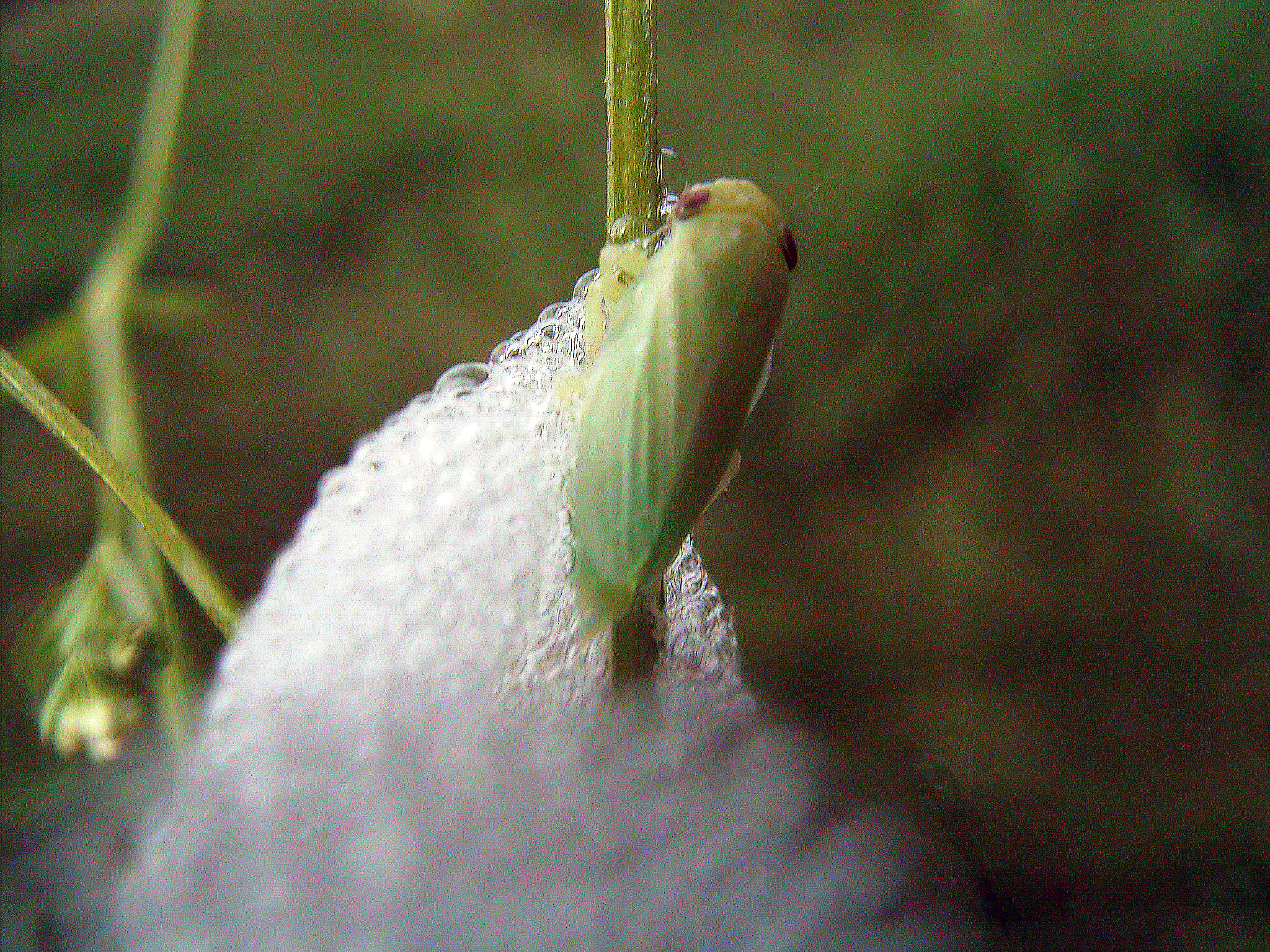